# Manuel Vasques
Manuel Vasques (Barreiro, 29 luglio 1926 – 10 luglio 2003) è stato un calciatore portoghese, di ruolo attaccante.

## Carriera
Fu capocannoniere del campionato portoghese nel 1951.

## Palmarès

### Club

#### Competizioni nazionali
- Campionato portoghese: 8

Sporting Lisbona: 1946-1947, 1947-1948, 1948-1949, 1950-1951, 1951-1952, 1952-1953, 1953-1954, 1957-1958
- Coppa del Portogallo: 2

Sporting Lisbona: 1947-1948, 1953-1954